# Lithobius nuragicus
Lithobius nuragicus är en mångfotingart som beskrevs av Zapparoli 1997. Lithobius nuragicus ingår i släktet Lithobius och familjen stenkrypare. Inga underarter finns listade i Catalogue of Life.